# Gymnasium Neutraubling
Das Gymnasium Neutraubling ist ein staatliches Gymnasium in Neutraubling im Landkreis Regensburg. Die Schule hat einen sprachlichen, wirtschaftswissenschaftlichen und einen naturwissenschaftlich-technologischen Zweig. Im Schuljahr 2023/24 besuchten mehr als 1300 Schülern das Gymnasium mit 97 hauptamtlichen Lehrkräften, das somit eines der größten Gymnasien der Oberpfalz ist.

## Geschichte
Das Gymnasium Neutraubling wurde als erstes Gymnasium in Landkreis Regensburg 1974 gegründet und gehört damit zu den vielen Neugründungen des sozialliberalen Jahrzehnts, die getreu dem Motto „Mehr Demokratie wagen“ (Willy Brandt) Ausdruck des Bemühens sind, im ländlichen Raum Chancengleichheit im Bildungsbereich zu ermöglichen. Mehrmals wurde das Schulgebäude vergrößert, um die wachsende Schülerzahl unterbringen zu können. Im Juli 2003 fanden am Gymnasium Neutraubling die 47. Theatertage der bayerischen Gymnasien statt. Im Jahr 2004 wurde das Schulgebäude durch sogenannte Module ein weiteres Mal erweitert. Dort befanden sich neben acht neuen Klassenzimmern auch ein Kollegstufenzimmer, das die Schüler der Kollegstufe zum Verbringen ihrer Freistunden nutzten. Das Modulgebäude wurde im Frühjahr 2008 entfernt. Außerdem wurde im Sommer 2006 der Bau eines neuen Anbaus begonnen, der im Sommer 2007 fertig wurde. Darin sind Fachräume für Physik, eine Schulkantine und Kollegstufenräume untergebracht.
Seit September 2012 gibt es die Möglichkeit einer Ganztagsbetreuung.

## Aktivitäten
Enge Austauschbeziehungen unterhält das Gymnasium mit Schulen in Dublin und Yssingeaux.
Das Gymnasium verfügt seit seiner Gründung über eine eigene Guckkastenbühne und damit eine rege Schultheaterkultur, die von Kurt Kauk (gest. 2009) und Evelyn Rebentrost auf den Weg gebracht wurde. Im Interesse des Klimaschutzes und der Solarförderung hat eine Gruppe von Lehrern im Jahr 2004 den Verein für Klimaschutz und Solarförderung am Gymnasium Neutraubling e. V. gegründet. Bereits seit 1996 wird auf dem Dach der Schule eine Photovoltaikanlage betrieben. Mittlerweile ist die Anlagengröße mehr als zehnmal so groß.
Jährlich findet eine Sozial- und Fastenaktion zugunsten der Partnerschule des Gymnasiums Neutraubling in Dschalalabad, Afghanistan statt.
Der Klimaschutzverein und die Klaus-Berger-Stiftung am Gymnasium Neutraubling stellen jedes Jahr ein Förderprojekt zum Thema Erneuerbare Energien an der Schule vor und unterstützen es mit einer Spende. Förderprojekt 2019: Fotovoltaikanlage in Myanmar, Förderprojekt 2020: Solarkocher für ein Flüchtlingslager in Uganda
Der Verein der Freunde des Gymnasiums, der aus ehemaligen Schülern, Lehrern, Schülereltern und Gönnern des Gymnasiums besteht, fördert die Schule und das schulische Zusammenleben sowohl ideell (z. B. „Treffpunkt Zukunft“ (Ehemalige informieren Schüler der Kollegstufe über ihr Studium/ihren Beruf.), Unterstützung von Jahrgangstreffen etc.), als auch finanziell (z. B. Finanzierungshilfe für die Bläserklasse, Bezuschussung von Neuanschaffungen, Schüler-Seminaren etc.). Mit seiner Vereinszeitschrift Netzwerk, die einmal jährlich erscheint, informiert er seine Mitglieder über Begebenheiten und Neuigkeiten rund um das Gymnasium Neutraubling.

## Auszeichnungen
- 2010: Bruno-H.-Schubert-Preis in der Kategorie 3, für zahlreiche Aktivitäten zum Klimaschutz[4]
- 2013: das Gymnasium erhält den Titel „Courage-Schule“ von der europäischen Jugendinitiative Schule ohne Rassismus – Schule mit Courage. Pate ist Ludwig Simek, Sprecher der Initiative „Keine Bedienung für Nazis“.[5]
- 2015: das Gymnasium wurde als MINT-freundliche Schule ausgezeichnet.[6]

## Kontroversen und Vorfälle
- 2016: Abitur-Affäre: Schüler, dessen Vater Direktor eines anderen Gymnasiums ist, hatte vermutlich die Lösungen der Abiturprüfung.[7]
- 2017: Einbruchserie: Drei Jugendliche brachen viermal in das Gymnasium Neutraubling ein und richteten einen hohen Sachschaden an.[8]
- 2022: Hackingvorfall: Das Gymnasium Neutraubling wurde Opfer eines Cyberangriffes.[9][10][11]
- 2023: Diebstahl von Abiturprüfungen: 19 Abiturientinnen und Abiturienten mussten die Prüfung im Englisch-Hörverstehen wiederholen, da der Lehrkraft die Prüfungen bei einer Zugfahrt entwendet wurden.[12]
- 2024: Brandstiftung: Am Tag des Abistreichs wurde in der Umkleidekabine der Turnhalle ein Papierhandtuchhalter angezündet. Dies führte zur Evakuierung des Gymnasiums und einem Großeinsatz von Feuerwehr, Polizei und Rettungsdiensten.[13][14]
- 2025: Graffiti-Vandalismus: Vermutlich ein Schüler schlich sich in die Schule ein und besprühte mehrere Wände im Schulhaus mit abstrakten Graffiti.[15]

## Bedeutende Absolventen
- Stefan Oster (* 1965), Bischof von Passau
- Dagmar Gabler (* 1966), Drehbuchautorin
- Gudrun Pawelke (* 1969), Autorin und Bloggerin
- Nicola Raab (* 1972), Opernregisseurin
- Ingo Pawelke (* 1975), Moderator, Conférencier und Kulturmanager
- Holger Graf (* 1985), Mathematiker

## Verpflegung
Die Schüler können sich ein Mittagessen über ein Terminal in der Schule oder per Internet bestellen. Der Cateringservice gibt die bestellte Anzahl der Essen zum gewünschten Termin aus und das Essen kann in der Mensa verzehrt werden. Für die Verpflegung in der Mensa sowie im Pausenkiosk ist eine externe Firma zuständig.